# Transportes Aéreos Guatemaltecos
Transportes Aéreos Guatemaltecos (TagAirlines) ist eine 1961 gegründete guatemaltekische Fluggesellschaft mit Sitz in Guatemala-Stadt.

## Flugziele
Die Fluggesellschaft bietet nationale und regionale Linienflüge in Guatemala und einigen mittel- und nordamerikanischen Ländern an.
Darüber hinaus bietet die Fluggesellschaft Executive-Flüge für Bergbau-, Öl-, Wasserkraft- und andere Privatunternehmen an. Auch werden Bedarfsflüge im Frachtverkehr durchgeführt.

## Flotte

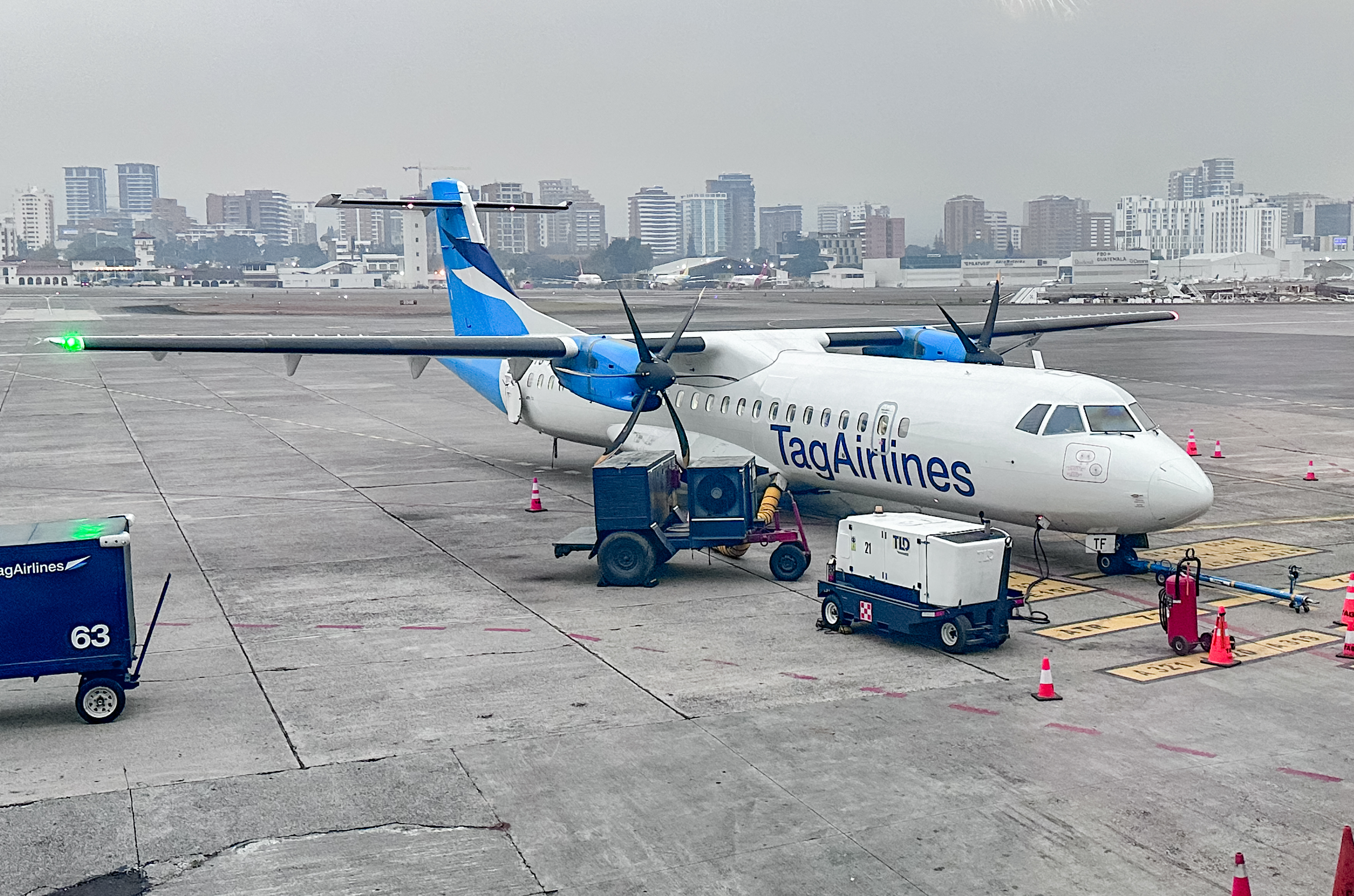
ATR 72 der TAG

### Aktuelle Flotte
Mit Stand August 2024 besteht die Flotte der Transportes Aéreos Guatemaltecos aus folgenden sieben Flugzeugen, mit einem Durchschnittsalter von 16,9 Jahren.

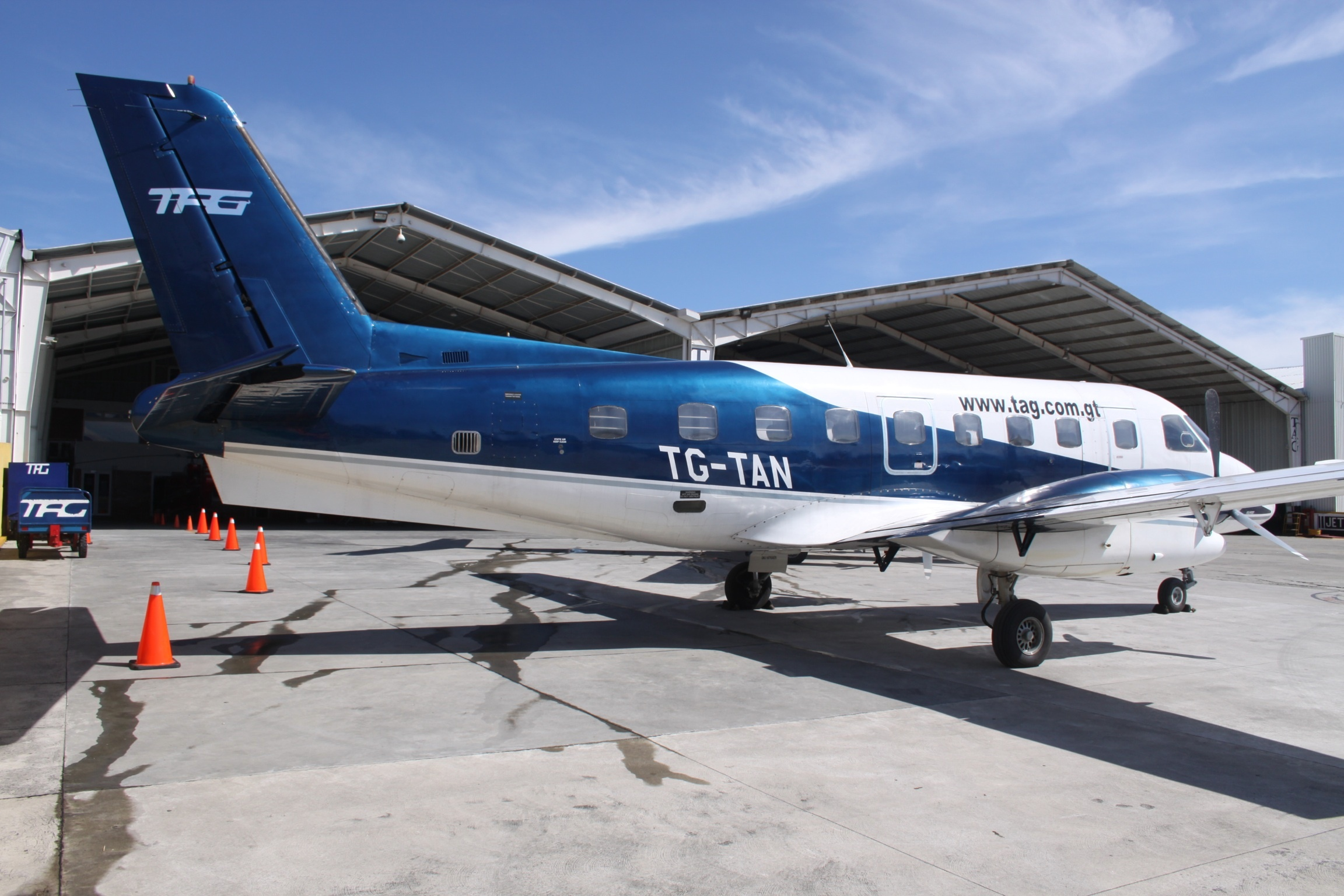
Embraer EMB-110 der TAG

| Aircraft Type   | Aktuell | Aktuell    | Aktuell | Avg. Age   |
| Aircraft Type   | Aktiv   | Abgestellt | Total   | Avg. Age   |
| --------------- | ------- | ---------- | ------- | ---------- |
| ATR 72-500      | 3       | 1          | 4       | 14.8 Years |
| Embraer ERJ 145 | 1       |            | 1       | 25.3 Years |
| Total           | 4       | 1          | 5       | 16.9 Years |

sowie mehrere Cessna 208

### Ehemalige Flugzeugtypen
- Beechcraft King Air 300
- Embraer EMB 110
- Embraer ERJ 145 LR
- Piper PA-34-200T
- Saab 340

### Hubschrauber
Daneben besitzt die Gesellschaft unter dem Namen Chop Air Hubschrauber der folgenden Typen:
- Bell 206 JetRanger
- Bell 407
- Eurocopter EC 130B4
- Eurocopter AS 350

## Zwischenfälle
- Am 2. Juni 2005 verunglückte eine Let L-410 am Flugplatz Zacapa.[9]